# Гірнича промисловість В'єтнаму
Гірнича промисловість В'єтнаму. 

## Загальна характеристика
На частку гірничодоб. промисловості в 90-х рр. ХХ ст. припадало 5% ВНП. У відносно невеликих масштабах розробляються поклади 30 к.к. Найбільше значення в структурі гірничодоб. промисловості має видобуток кам. вугілля, руд заліза, олова, хрому, апатиту та ін. Розвивається видобуток нафти та газу на в’єтнамському шельфі. 

## Окремі галузі
Нафтова галузь. Видобуток нафти у В. ведеться 1980-х років і зростає: 7.6 млн т у 1998, 12.6 млн т у 1999. Експорт сирої нафти зріс від 7.6 млн т  в 1995 до 12 млн т  у 1998.
З 1986 спільним радянсько-в'єтнамським підприємством «Совв'єтпетро» розроблялося шельфове нафтове родовище на півд.-схід від порту Вунгтау. У 1996 на цьому родов. було видобуто 8 млн т нафти. Діє в'єтнамська державна компанія «Петров'єтнам». В'єтнам підписав декілька десятків угод з іноземними партнерами по розвідці і розробці нафтових родовищ, в т.ч. з «Шелл», «Мобіл», «Бритіш петролеум», «Педко» (Республіка Корея), «Петронас Каррігалі» (Малайзія), японською «Джей Ві Пі Ці» (JVPC). Введені в експлуатацію два нових великих родовища нафти на континентальному шельфі (Донг і Дайхунг). Створюється нафтопереробна і нафтохімічна промисловість.
У 2002 р введено в експлуатацію 2 нові стаціонарні платформи на родовищі Донг в блоці 15/2 на шельфі В'єтнаму, що привело до зростання видобутку нафти на 40% - до 65 тис. бар./добу. У розробці запасів нафти в цьому блоці беруть участь Japan Vietnam Petroleum (46.5%, оператор), ConocoPhillips (36%), PetroVietnam (17.5%). [Інф. Petroleum Economist. 2002. V.69, № 12]. 
Активно працює у В'єтнамі компанія Cuu Long Joint Operating Company (CLJOC), яка в кінці 2003 почала видобуток нафти на родовищі Сутуден. Початковий рівень видобутку - 60 тис. бар./добу, густина нафти - 0.845 г/куб.см. Ця ж компанія у 2003 відкрила нове нафтове родовище Сутучанг (Білий Лев) (Su Tu Trang,  White Lion) біля берегів В'єтнаму. Родовище розташоване за 135 км від м. Хошимін в південно-східному кутку шельфового блоку 15-1; глибина моря в цьому районі становить 56 м. Сутучанг знаходиться за 26 км на південь від родовища Сутуден (Чорний Лев) (Su Tu Den,  Black Lion). Нафтоносні пласти на глиб. 4428 м. Притік нафти 8682 бар./добу і газу в 69.6 куб.футів на добу. Густина нафти 0.756-0.835 г/куб.см. У компанію CLJOC входять такі акціонери: ConocoPhillips (23.25%), PetroVietNam Exporation and Production (дочірня структура державної компанії PetroVietnam, 50%) Korean National Oil Corporation (14.25%), SK Corp. (9%) і Geopetrol (3.5%) [Petroenergy Information Network] .
Газовидобуток. Компанія BP Pipelines Vietnam BV в рамках проєкту «Намконсон» (Nam Con Son) почала видобуток на газових родовищах біля берегів В'єтнаму. Проєктом, вартість якого оцінюється в 1.3 млрд дол., передбачається розробка родовищ Лантай (Lan Tay) і Ландо (Lan Do) в блоці 06.1, установка добувної платформи, прокладка 399 км трубопроводу до узбережжя, а також будівництво наземного газопереробного підприємства і електростанції Фумі-3 (Phu My 3) потужністю 716 Мвт. Родовища, запаси яких оцінюються в 58 млрд куб.м газу,  планується експлуатувати протягом 20 років. На першій стадії експлуатації на берег буде подаватися до 3 млрд куб.м газу на рік. BP і її партнери, Viet Nam Oil & Gas Corp. (Petrovietnam), NGC Videsh Ltd. (підрозділ індійської Oil & Natural Gas Corp.) і ConocoPhillips Vietnam, вважають, що газ проєкту, може забезпечити приблизно 40% зростаючих потреб В'єтнаму в електроенергії. Введення в експлуатацію електростанції Phu My 3 намічене на кінець 2003 р. Газ буде продаватися компанії Petrovietnam для постачання кінцевим споживачам в промисловій зоні Фумі (Phu My industrial zone) – Інф. [Oil and Gas Journal. 2003. V.101].
Вугільна промисловість – один з головних секторів гірничої галузі. Найбільшим вугільним басейном країни є Куангнінь, де видобуток ведеться як в шахтах, так і відкритим способом (Каошон). У 1991-1995 видобуток вугілля залишався на тому ж рівні, що і в 1986-1990 – 28,5 млн т. У 2002 р. загальний видобуток вугілля становив 15 млн тонн, продаж – 14.7 млн тонн (включаючи 5.5 млн тонн експорту). Збагаченню підлягає 10 млн т. вугілля. У 2003 році В'єтнам планує видобути 14.6-16.3 млн тонн вугілля. У подальші роки країна буде експлуатувати вугільні пласти на глибині до 300 метрів. Уряд схвалив програму розвитку вугільної промисловості, згідно з якою видобуток вугілля досягне 16-17 млн тонн у 2005 р., 23-24 млн тонн у 2010 р. і 29-30 млн тонн у 2020 р. Обсяг інвестицій в 2003 і 2010 рр. становитиме $ 920 млн. Вугільна галузь стане основною галуззю промисловості у В'єтнамі [Coal International].
Державна В’єтнамська Вугільна Корпорація (Vinacoal) планує інвестувати $163 млн для введення в дію вугільних добувних підприємств № 1, 2, 3, 4 на родов. Кхетям (Khe Cham), розташованому біля м. Камфа (Cam Pha) в провінції Куангнінь (Quang Ninh) на півночі країни. Крім цього фінансуються шахти Баккоксау (Bac Coc Sau) і Нгахай (Nga Hai). Компанія Vinacoal сподівається добувати 600 тис. тонн вугілля щорічно на шахті № 1 родовища Кхетям починаючи з 2004 року, 1.2 млн т - на підприємстві № 2 з 2009 року, 1.5 млн т - на шахті № 3 з 2010 року і додатково 1.5 млн т кожний рік при введенні в дію вугільної шахти № 4. Корпорація планує щорічно добувати 500 тис. т на підприємстві Bac Coc Sau (північний Coc Sau) (м. Камфа) починаючи з 2005 року і 1.2-1.6 млн т на шахті Нгахай (Nga Hai) з 2006 року. Внаслідок діяльності цих шести шахт компанія Vinacoal чекає підвищення на 30% видобутку вугілля в районі Камфа, що становитиме 11.5 млн т в 2005 р. і 18 млн т в 2010 р [Coal International].
Головний центр чорної металургії – Тхайнгуєн. Тут ведеться видобуток залізняку, а в кінці 1950-х років за допомогою Китаю був побудований металургійний комбінат, зруйнований потім американською авіацією, але відновлений в 1973. Сталеливарна промисловість збільшила виробництво сталі з 149 тис. т в 1991 до 550 тис. т в 1995: щорічний темп зростання становив 39%. У той же період завдяки інтенсивним інвестиціям збільшилося виробництво прокату в Бьєнхоа (Намбо) і Тхайнгуєні, а також на машинобудівних заводах (в Ханої, Намдіні, Камфі). 
Кольорова металургія представлена виплавкою олова (комбінат Тіньтук), сурми (в Тхайнгуєні), хромітів (в Тханьхоа), міді, вольфраму. Країна має сім перспективних для олов'яної промисловості областей, резерви яких оцінені в 85 000 т металу.
Канадська компанія Tiberon Minerals Ltd of Calgary має високі надії у вольфрамо-мультіметалічному проєкті Nui Phao в північному В'єтнамі (90 км від Ханоя). Родовище, яке планується розробляти має неглибоко залеглу головну аномалію “Main Gossan” 2000х400 м. Виявлено три рудних пласта потужністю 46, 70 і 26 м з вмістом WO3 відповідно 0.98%, 0.57% і 0.99%. Вміст золота в руді до 4.86 г/т, на маргінальних дільницях - 0.4 г/т. Вміст міді - 0.2%-0.6%, а вміст флюориту в деяких зразках – до 50%. Крім того, руди включають Zn, Ce і Be.
Золото. Золотодобувні проєкти у В'єтнамі не є масштабними. Компанії The National Gold, Silver & Precious Metals Corp., яка має офіс в Ханої, видобувають золота понад 1 т/рік. На півночі в пров. Thai російська компанія Russian Geology Federation і в'єтнамська Thai Nguyen Colour Metal Co. видобувають 0,5 кг/добу. Певні перспективи відкриваються з новими золотоносними відкриттями компаній Tiberon Minerals Ltd of Canada і Nui Phao, про які повідомлено у 2002 р.
Дорогоцінні камені видобувають і готують потужності до видобутку декілька фірм. Фірма Gemtec Vietnam будує в Ханої фабрику по огранці рубінів. Компанія Vietnam Gold & Precious Stones Corp. у 2001 починає гірничі роботи з видобутку сапфіру в провінції Nghe An.
Апатити. Найважливішою сировинною базою для виробництва мінеральних добрив є апатитовий рудник Лаокай, де побудований завод хімічних добрив. Суперфосфатний завод працює в Ламтхао. Підприємства з виробництва азотних добрив (110 тис. т на рік) знаходяться в Бакзянг.
Будівельна сировина. Великий розмах будівництва у В'єтнамі стимулює зростання промисловості будівельних матеріалів, передусім видобутку будів. матеріалів, виробництво цементу, яке зросло з 3,1 млн т в 1991 до 5,8 млн т в 1995. Найбільші підприємства галузі – цементні заводи в Бімшоні, Хайфоні, Бьєнхоа, Хатьєні, Хоангтхаті.
В країні ведеться розробка покладів вапняку, граніту, піску, гальки відкритим способом. Найбільші підприємства знаходяться в пров. Ханамнінь, Хайфоні та інш. 

## Геологічна служба. Наукові установи. Підготовка кадрів. Друк
Питання розвідки і розробки родов. у В. знаходяться у веденні Головного геол. управління, Міністерства гірничої та вугільної промисловості, а також Міністерства машинобудування і металургії. Наукові дослідження в галузі геології і гірн. справи ведуться в Інституті наук про Землю, Інституті геології та мінеральної сировини, Інституті кольорової металургії, Інституті наук. та техн. інформації з машинобудування і металургії, Інституті по плануванню і проєктуванню розробки вугільних родов. і вивченню вугілля, Інституті нафти і газу. Підготовка кадрів по гірн. і геол. спеціальностям здійснюється Ханойським гірничо-геол. інститутом, геол. ф-тами університетів в Ханої, Хошиміні і Політехн. інституті в Хошиміні.
Періодична преса. У країні видаються спец. журнали ĐIA CHÂŤ (з 1961), MÔ LUYĒN KIM (1971), KIM LOAI MAŪ (1971),  "THAN" (1970),  "KINH TÊ’ NGUYÊN LIÊU NĀNG LÚONG (1970).